# Wayne (Míchigan)
Wayne es una ciudad ubicada en el condado de Wayne, Míchigan, Estados Unidos. Tiene una población estimada, a mediados de 2022, de 17 354 habitantes.

## Geografía
La ciudad está ubicada en las coordenadas 42°16′37″N 83°23′17″O / 42.27694, -83.38806. Según la Oficina del Censo de los Estados Unidos, tiene una superficie de 15.59 km² de tierra 0.001 km² es agua.

## Demografía
Según el censo de 2020, en ese momento la ciudad tenía una población de 17 713 habitantes. La densidad de población era de 1136.18 hab./km². El 63.06% de los habitantes eran blancos, el 23.68% eran afroamericanos, el 0.49% eran amerindios, el 2.08% eran asiáticos, el 0.03% eran isleños del Pacífico, el 1.93% eran de otras razas y el 8.72% son de una mezcla de razas. Del total de la población, el 4.92% eran hispanos o latinos de cualquier raza.